# Syzygiella rubricaulis
Syzygiella rubricaulis là một loài Rêu trong họ Jungermanniaceae. Loài này được (Nees) Stephani mô tả khoa học đầu tiên năm 1902.